# 45-мм протитанкова гармата зразка 1937 року (53-К)
45-мм протитанкова гармата зразка 1937 року (заводський індекс: 53-К; індекс ГАУ: 52-П-243-ПП-1) — радянська напівавтоматична протитанкова гармата калібру 45 міліметрів. Також відома як «сорокап'ятка».

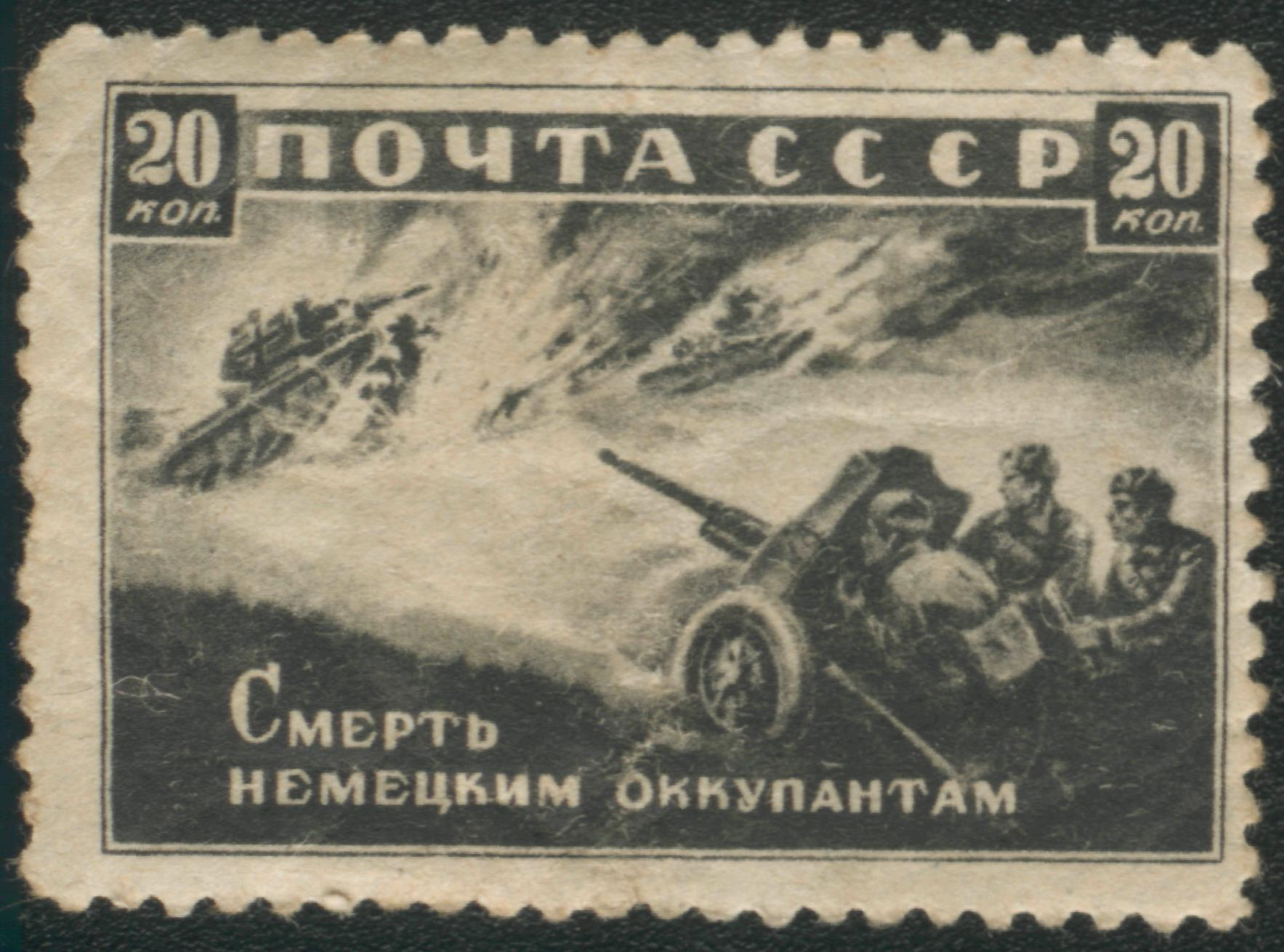
Сорокап'ятка проти німецьких танків на радянській маркі 1942

Вона використовувалася на початковому етапі німецько-радянської війни, але у зв'язку з недостатньою бронепробивністю було замінено в 1942 на більш потужну гармату М-42 того ж калібру. Остаточно гармату зразка 1937 року було знято з виробництва 1943 року; впродовж 1937—1943 років промисловість СРСР виготовила 46100 таких гармат.

## Історія створення
45-мм протитанкова гармата зразка 1937 року була створена в конструкторському бюро заводу № 8 в Підліпках під керівництвом Михайла Логінова шляхом доопрацювання 45-мм гармати зразка 1932 року (19-К).
Дослідний зразок нової 45-мм протитанкової гармати був виготовлений на заводі №8 та отримав заводський індекс 53-К. Після заводських випробувань його відправили на НДАП. За час випробувань у серпні — вересні 1937 року було зроблено 897 пострілів, з них 184 з бетону. Система була випробувана візкою на відстань 684 км. Випробування стрільбою 45-мм гармата витримала. Під час везення зламалася пружина підресорювання.
У листопаді 1937 року завод № 8 виготовив експериментальну серію з шести гармат, які відрізнялися від штатних (зразка 1932 року). Із шести експериментальних гармат, № 1, 2, 3, 4 та 6 були призначені для військових випробувань, а № 5 — для потреб заводу. У грудні 1937 — січні 1938 ці гармати пройшли заводські випробування на полігоні заводу.
22 січня гармата №3 (ствол №0734) з передком Я-3 була відправлена на НДАП, куди прибула 28 січня. У ході заводських випробувань на заводі було зроблено 605 пострілів. Після доставки співробітники НДАП розібрали гармату, а потім неправильно зібрали, внаслідок чого частина деталей була приведена в непридатність.
У ході полігонних випробувань на НДАП було зроблено 1208 пострілів (798 бронебійним та 419 осколковим снарядом). Швидкострільність при ручному спуску однакова в обох (зразків 1932 і 1937) гармат при стрільбі без виправлення наведення, а на кнопковому (механічному) спуску була на 13% вище, ніж у зразка 1932, при стрільбі бронебійними снарядами і на 6% вище при стрільбі осколковими снарядами. За час стрільби було відмічено 16 відмов напівавтоматики, у тому числі 3 при осколкових снарядах і 13 при бронебійних. Частина відмов відбулася через якість гільз. Після 281 пострілу зламався гвинт інерційного тіла напівавтоматики. Загалом роботу напівавтоматики визнано задовільною.
Під час полігонних випробувань система пройшла 2074 км. Швидкість везення по каменю склала 30-35 км/год, по шосе 50-60 км/год, по пересіченій місцевості (без передка) 15-30 км/год. При везенні система була стійка.
На початку 1938 були проведені військові випробування трьох 45-мм гармат 53-К (№ 1, 2 і 4 дослідної серії) з передками Я-3. У випробуваннях брали участь 6 тягачів типу «Комсомолець». Під час військових випробувань зроблено в середньому 450 пострілів на ствол, напівавтоматика працювала безвідмовно. У ході військових випробувань здійснено пробіг Москва — Харків — Краснодар.

## Виробництво гармат
Після виправлення дрібних недоліків завод приступив до серійного виробництва гармати. 24 квітня 1938 53-К була прийнята на озброєння під назвою «45-мм протитанкова гармата зразка 1937 року». 6 червня 1938 року її було запущено в серійне виробництво.
Випуск здійснювався на заводі № 8 у Калінінграді (нині — місто Корольов). Наприкінці 1940 року виробництво було зупинено та знову відновлено після початку війни. Спершу на колишньому місці, а після евакуації підприємства у Свердловську. У 1942—1943 роках 13 275 гармат випустив завод № 172. У листопаді 1941 року до виготовлення гармат підключився завод № 235 у Воткінську, де до 1944 року було виготовлено 24 670 екземплярів.
| Виробник          | 1938     | 1939 | 1940 | 1941 | 1942  | 1943  | 1944 | Всього |
| ----------------- | -------- | ---- | ---- | ---- | ----- | ----- | ---- | ------ |
| № 8 (Калінінград) | ок. 400  | 4536 | 2480 | 333  |       |       |      | ~ 7750 |
| № 8 (Свердловськ) |          |      |      | 399  | 23    |       |      | 422    |
| № 172 (Молотов)   |          |      |      |      | 8780  | 4495  |      | 13275  |
| № 235 (Воткінськ) |          |      |      | 597  | 11143 | 12730 | 200  | 24670  |
| Всього            | ок. 400* | 4536 | 2480 | 1329 | 19946 | 17225 | 200  | ~46100 |

Станом на 1 січня 1941 року на балансі ГАУ перебували 7255 гармат, з яких 85 вимагали середнього ремонту, 9 капітального та 8 підлягали списанню.
На 22 червня 1941 року в РСЧА було 7247 гармат із приблизно 7400 випущених. Інші гармати було передано НКВС і НКВМФ, поставлено на експорт або втрачено в бойових діях.
| 45-мм ПТ гармата | 7  | 8   | 9   | 10  | 11  | 12  | Всього |
| ---------------- | -- | --- | --- | --- | --- | --- | ------ |
| зр. 1937         | 29 |     | 304 | 304 | 504 | 492 | 1329   |
| зр. 1941         |    | 155 | 498 | 498 |     |     | 653    |
| Всього           | 29 | 155 | 604 | 198 | 504 | 492 | 1982   |

## Конструкція гармати

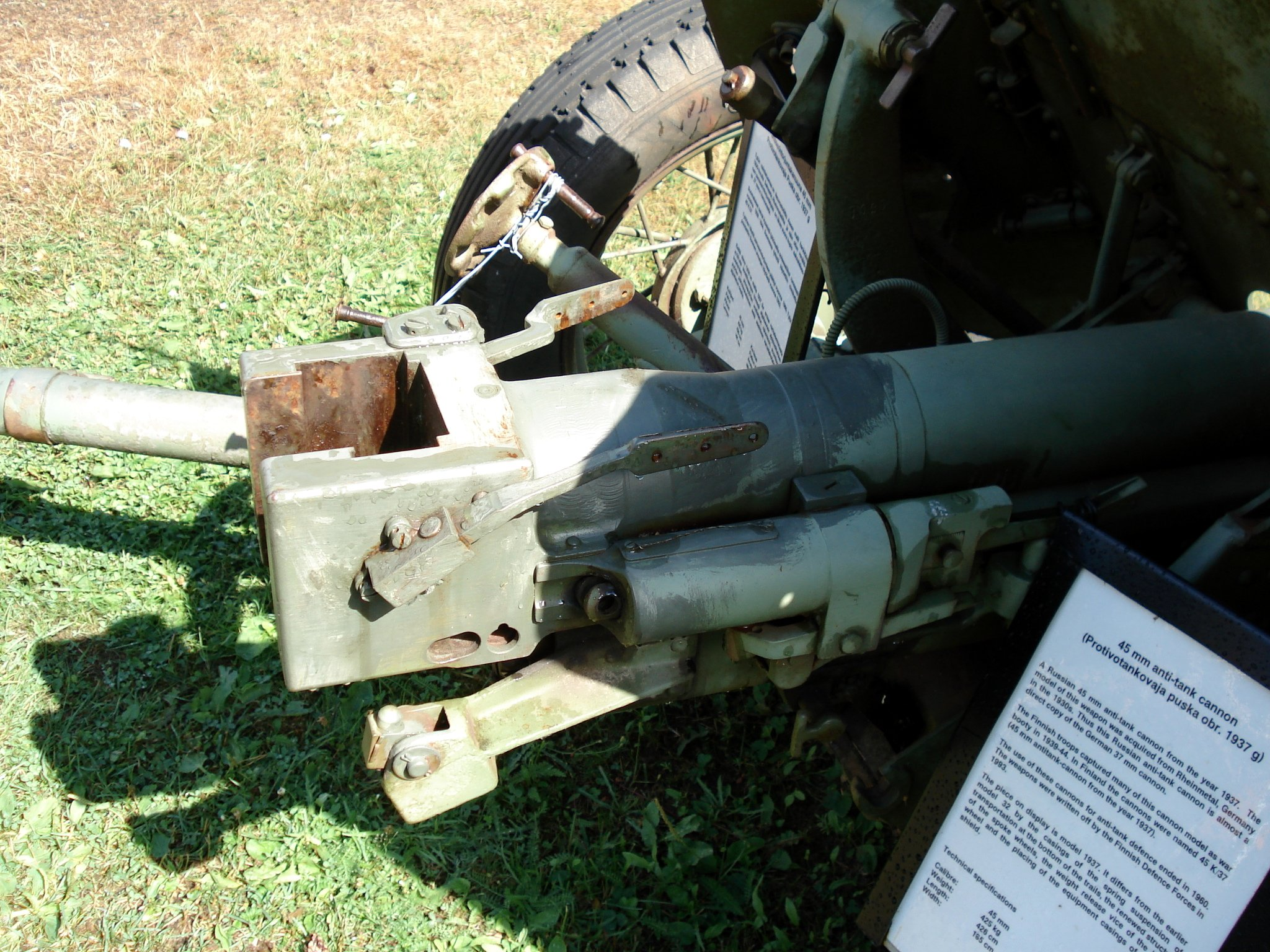
Казенна частина 53-К з фінського музея в Паролі

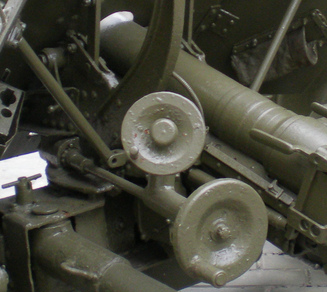
Маховики наведення гармати зр. 1937 р.

На відміну від попередніх зразків протитанкових гармат, клиновий затвор цієї гармати забезпечений механізмом напівавтоматики, в конструкції лафета введено підресорення колісного ходу, поліпшені балістичні характеристики.
Відмінності експериментальних гармат (зразка 1937 року) від штатних (зразка 1932 року, відомих як 19-К)
1. Напівавтоматика затвора працювала як при бронебійному снаряді, так і при осколковому, а у зразка 1932 тільки при бронебійному. Це досягалося шляхом примусового взводу пружин напівавтоматики на момент пострілу;
2. Введено спеціальний спуск кнопки від «ковпачка», розташованого в центрі штурвала підйомного механізму;
3. Введено підресорення кривошипно-пружинного типу, вперше здійснене в СРСР у цій системі;
4. Замість дерев'яних коліс 45-мм гармати зразка 1932 поставлені автомобільні колеса ЗІК-1, перероблені з коліс автомобіля ГАЗ-А із дрібними змінами у спицях;
5. Верхній станок став клепано-зварною конструкцією з листової сталі, а у гарматі зразка 1932 верхній верстат був литий;
6. Введено новий поворотний механізм;
7. Нижній станок нової конструкції та зварної.

## Організаційно-штатна структура
Стрілецькі з'єднання. 45-мм гармати зразка 1937 перебували у штаті протитанкових взводів стрілецьких батальйонів Червоної Армії (2 гармати), протитанкових батарей стрілецьких полків (6 гармат) і протитанкових дивізіонів стрілецьких дивізій (12 або 18 гармат). Відповідно до штату 04/600 від 29.07.1941 вцілілі гармати залишили тільки на полковому рівні в винищувально-протитанкових батареях в кількості 6 штук, всього у стрілецьких дивізіях таким чином було 18 одиниць.
Артилерія. Вони були на озброєнні окремих винищувально-протитанкових артилерійських частин (полків, бригад та єдиної за всю історію німецько-радянської війни 1-ї винищувально-протитанкової дивізії, формування якої відбувалося наприкінці травня 1942 року в Москві відповідно до Постанови ГКО № 1602 від 16). Директиви Заступника НКО № орг/2/784837 від 25.05.1942 у складі 1-ї, 2-ї, 4-ї винищувальних бригад по штату 04/277), з полками, у складі яких було 4-5 4-гарматних батарей. Бригада складалася із трьох полків, але могла мати й інші типи гармат.

## Бойове застосування

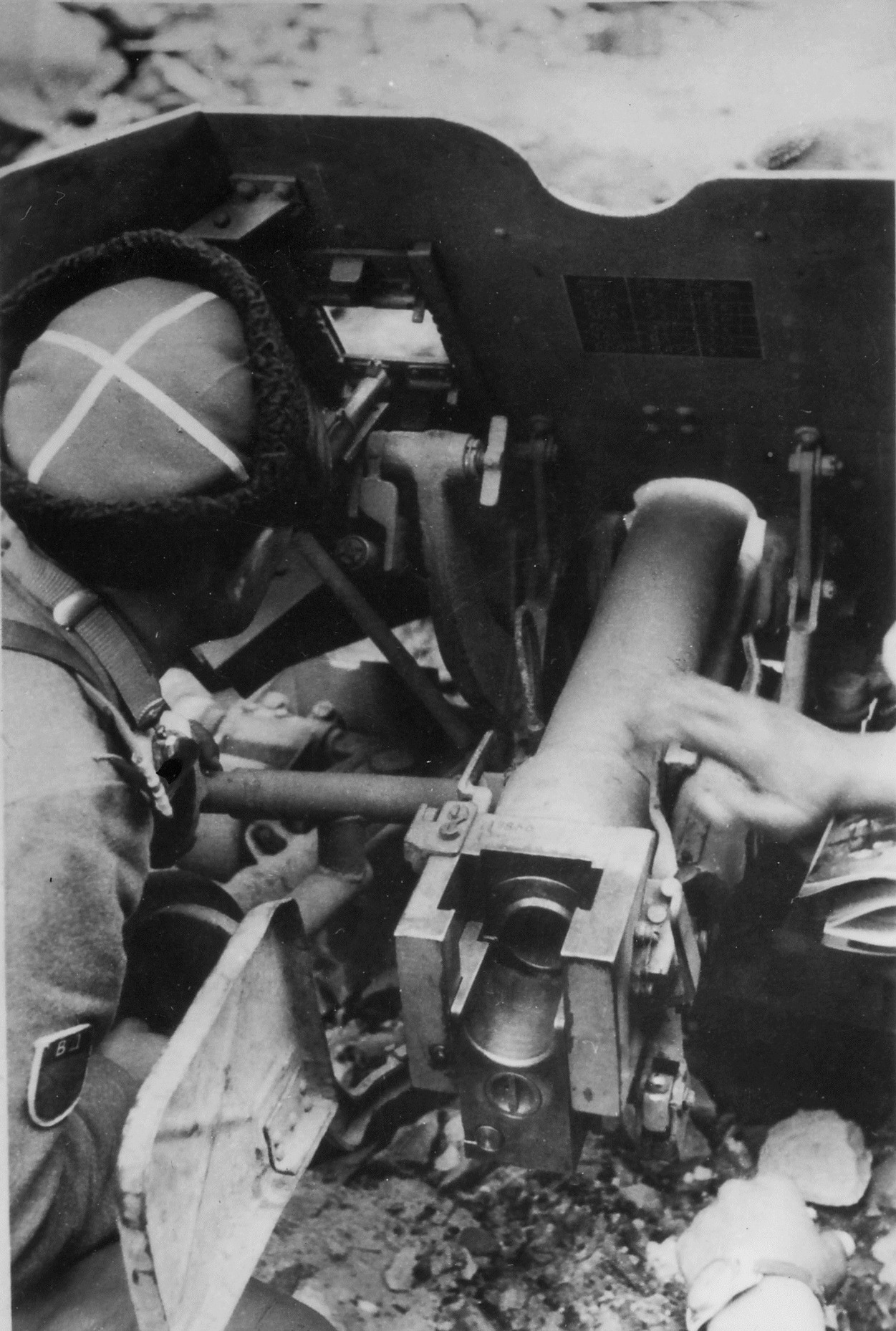
Трофейна 53-К 15-ого козацького кавалерійського корпусу СС під час Варшавське повстання, 1944

Станом на 22 червня 1941, на озброєнні РСЧА знаходилося 16 621 штук 45-мм гармат.
Гармата призначалася для боротьби з танками, самохідками та бронемашинами противника. Для свого часу її бронепробивність була цілком адекватною — за нормаллю на 500 м вона пробивала 43-мм броню. Цього було достатньо боротьби з бронетехнікою, захищеної протикульною бронею. Довжина ствола зброї становила 46 клб. Наступні, модернізовані, гармати калібру 45 мм мали більшу довжину.
Бронебійні снаряди деяких партій, випущені з порушенням технології виробництва в період до серпня 1941 року, не відповідали характеристикам (при зіткненні з перешкодою з броньової сталі розколювалися приблизно в 50% випадків), однак у серпні 1941 року проблему було вирішено — у виробничий процес було внесено технічні зміни (введені локалізатори). 
Для покращення бронепробивності на озброєння було прийнято підкаліберний 45-мм снаряд, який пробивав на дистанції 500 м за нормаллю 66-мм броню, а при стрільбі на дистанції кинджального вогню в 100 м — броню товщиною 88 мм. Однак для більш ефективного ураження бронецілей була необхідна потужніша зброя, якою стала 45-мм гармата М-42, розроблена і прийнята на озброєння в 1942 році.
Зброя мала й протипіхотні можливості — вона постачалась уламковою гранатою та картеччю. Уламкова 45-мм граната при розриві давала 100 уламків, що зберігали убійну силу при розльоті по фронту на 15 м і в глибину на 5-7 м. Також до зброї покладалися димові та бронебійно-хімічні снаряди. Останні призначалися для отруєння екіпажів танків і гарнізонів ДОТів, вони містили 16 г речовини, яка в результаті хімічної реакції перетворювався на сильнодіючу отруту — синильну кислоту HCN.

## Характеристики та властивості боєприпасів
- Номенклатура боєприпасів:
  - бронебійний 53-Б-240
  - бронебійно-трасуючий 53-БР-240
  - бронебійно-трасуючий 53-БР-240СП (суцільний)
  - бронебійно-трасуючий підкаліберний 53-БР-240П
  - осколковий 53-О-240 (сталевий)
  - осколковий 53-О-240А (сталистого чавуну)
  - картеч 53-Щ-240
  - димовий 53-Д-240
  - бронебійно-хімічний

- Бронепробивність, мм

Бронебійним снарядом БР-240
- Початкова швидкість снаряда 750-770 м/с. Маса снаряда 1,43 кг.
- кут зустрічі 90 ° від дотичної площини до броні (за нормаллю)
  - на дистанції 100 м: 82 мм

- кут зустрічі 60° від дотичної площини до броні
  - на дистанції 500 м: 40 мм
  - на дистанції 1000 м: 28 мм

Підкаліберним снарядом БР-240П
- Початкова швидкість снаряда 1070 м/с. Маса снаряда 0,85 кг.
- кут зустрічі 90 ° від дотичної площини до броні (за нормаллю)
  - на дистанції 350 м: 82 мм
  - на дистанції 500 м: 62 мм

## Збережені зразки
До наших днів дійшло чимало 45-мм гармат, які здебільшого перебувають у музеях. Деякі беруть участь у почесних заходах.
- Одна гармата встановлена у сквері на площі Селянської застави, на честь ознаменування 65-ї річниці Битви під Москвою. Гармату було знайдено під час пошукових робіт на місцях бойових дій Московського ополчення під Москвою, військово-патріотичним об'єднанням «Столиця», за сприяння Військово-меморіального управління МО РФ.
- Екземпляр 45-мм протитанкової гармати 53-К можна побачити в Музеї вітчизняної військової історії в селі Падиково Московської області, де вона представлена серед інших артилерійських гармат.
- Декілька екземплярів гармат представлені в експозиції Музейного комплексу УГМК (м. Верхня Пишма, Свердловська область).
- Декілька екземплярів у робочому стані є і в історико-культурному комплексі «Лінія Сталіна» в Білорусі.

## Галерея

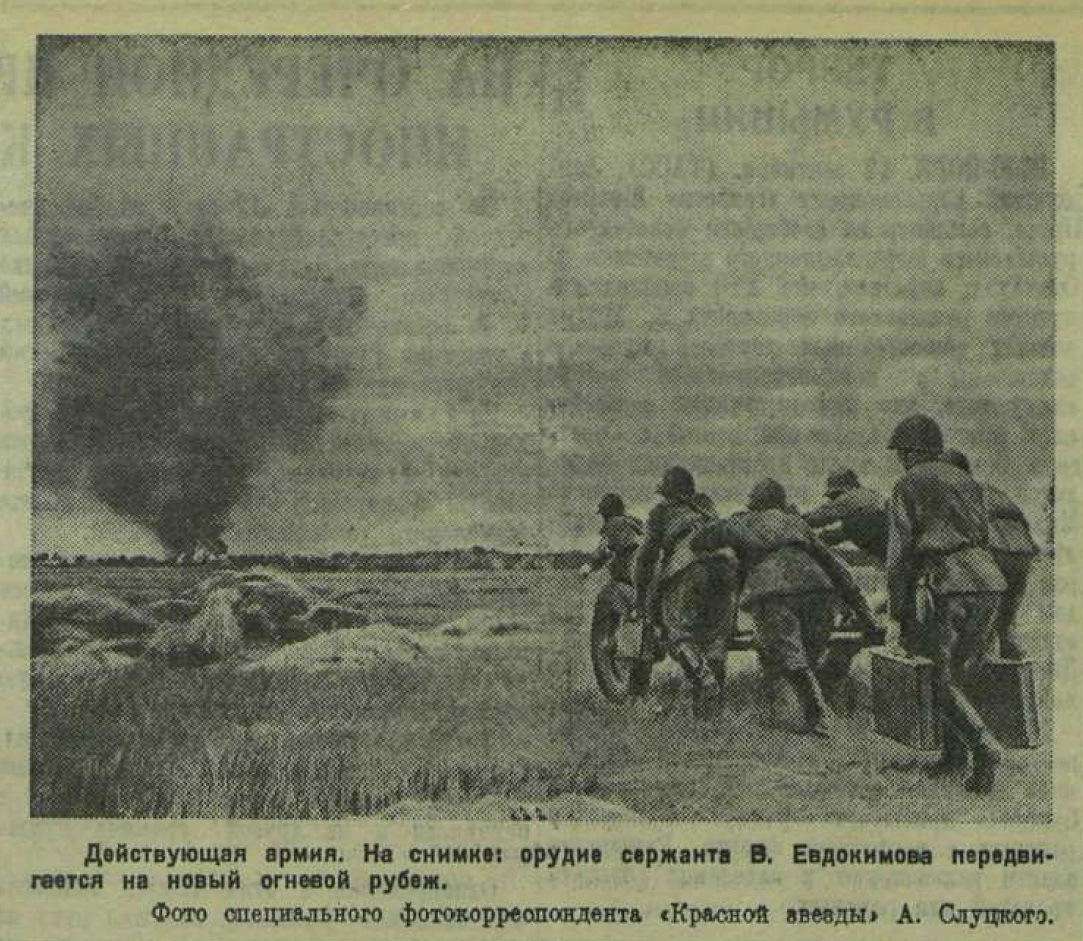
Гармата сержанта В. Євдокимова пересувається на вогневий рубіж. 13 вересня 1941 р.
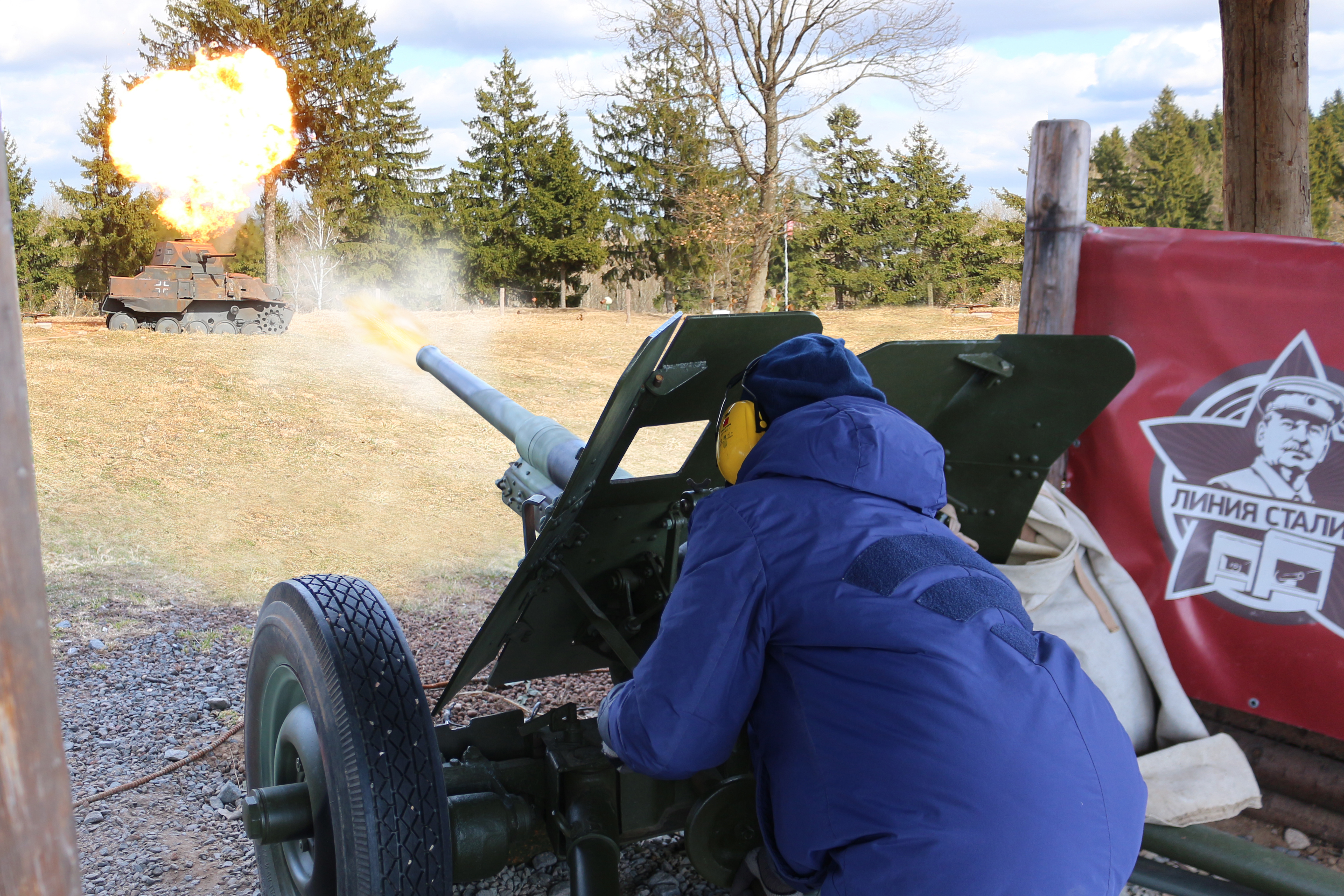
Стрільба з 45-мм гармати на стрілецькі площадці ІКК "Лінія Сталіна"
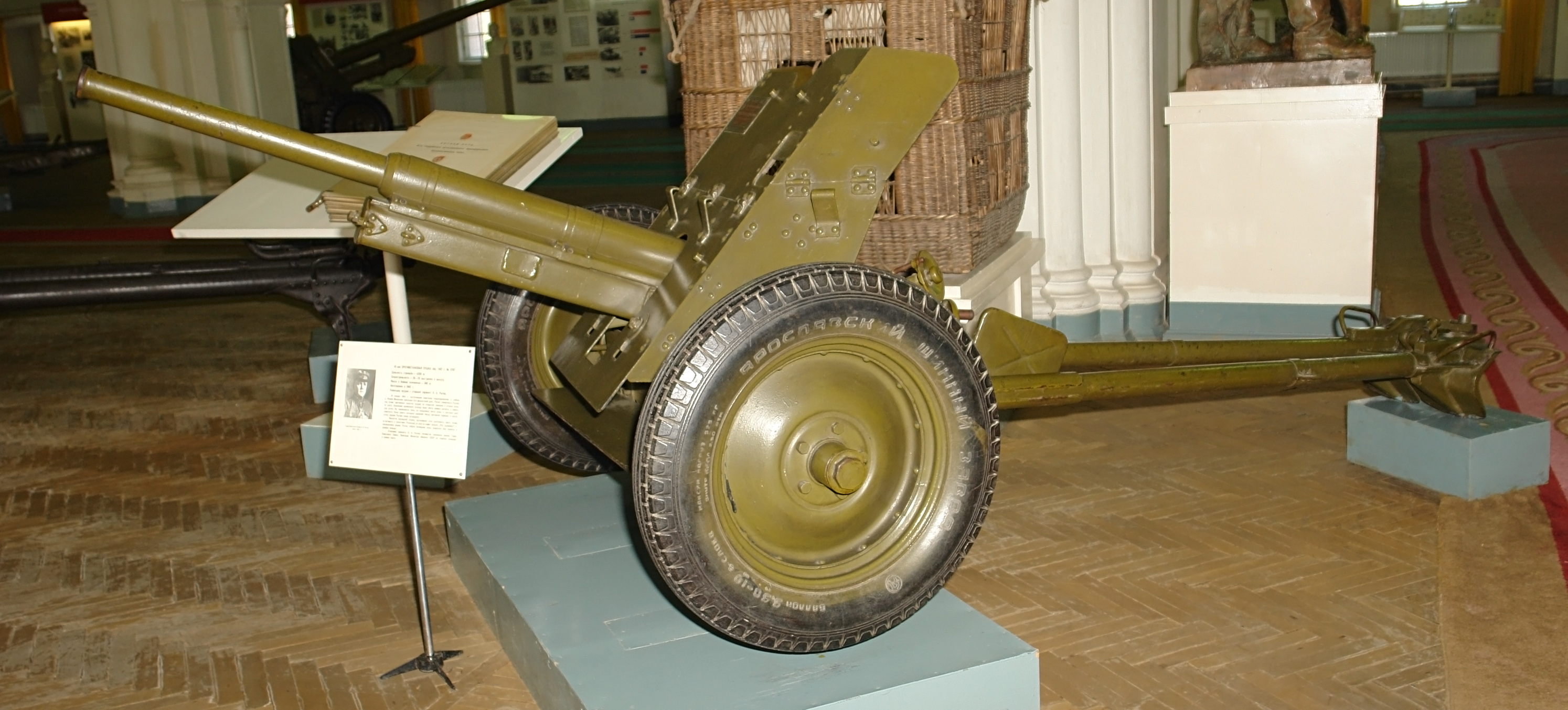
45-мм протитанкова гармата зр. 1937 р. № 3767. Воєнно-історичний музей артилерії, інженерних військ та військ зв'язку, Санкт-Петербург.
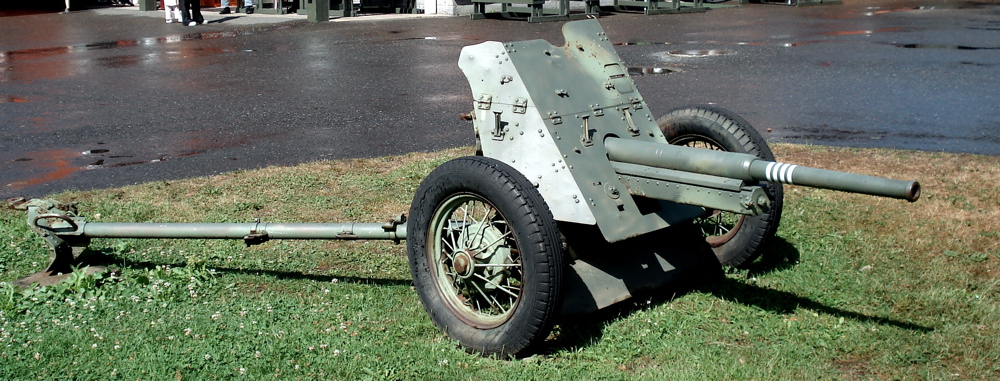
Радянська 45-мм протитанкова гармата зр. 1937 р., виставлена в Фінському танковому музеї  (Пансурумусео) в Паролі. Фото зроблене  14 липня, 2006 року.